# Liste der denkmalgeschützten Objekte in Pettneu am Arlberg
Die Liste der denkmalgeschützten Objekte in Pettneu am Arlberg enthält die 20 denkmalgeschützten, unbeweglichen Objekte der Gemeinde Pettneu am Arlberg im Bezirk Landeck.

## Denkmäler
| Foto |                 | Denkmal                                                                                        | Standort                                                 | Beschreibung | Metadaten |
| ---- | --------------- | ---------------------------------------------------------------------------------------------- | -------------------------------------------------------- | --- | --- |
| ja   | Datei hochladen | Wohnhaus Turm zu Pettneu HERIS-ID: 46381 Objekt-ID: 48281 TKK: 29416                           | Pettneu am Arlberg 43 Standort KG: Pettneu               | Bereits um 1400 ist der Turm zu Pettneu im Besitz eines Jakob Überreiner nachgewiesen. Davon erhalten sind nur die unteren Teile der nördlichen und teilweise auch der westlichen Mauer, die fast zwei Meter dick ist. Offenbar ist der Turm gewaltsam zerstört worden. | BDA-Hist.: Q38021008 Status: Bescheid Stand der BDA-Liste: 2025-06-30 Name: Wohnhaus Turm zu Pettneu GstNr.: .434                                                 |
| ja   | Datei hochladen | Kapelle hl. Sebastian HERIS-ID: 78322 Objekt-ID: 91983 TKK: 29411                              | neben Pettneu am Arlberg 56b Standort KG: Pettneu        | Die neugotische Kapelle wurde anstelle eines vermutlich aus dem 17. Jahrhundert stammenden Vorgängerbaus 1893/94 errichtet und 1906 geweiht. Der dreijochige Mauerbau mit eingezogenem, dreiseitig schließendem Chor und Dachreiter ist mit Strebepfeilern gegliedert, An der Ostfassade befindet sich ein Rechteckportal unter einer Vorhalle, ihr ist eine Treppenanlage vorgelagert. Im Inneren weist der zweijochige Chorraum ein Sternrippengewölbe auf, das dreijochige Langhaus einen offenen Holzbalkendachstuhl. Das Fresko der hl. Dreifaltigkeit am Triumphbogen wurde 1903 von Franz Paul Mark geschaffen. | BDA-Hist.: Q38151928 Status: § 2a Stand der BDA-Liste: 2025-06-30 Name: Kapelle hl. Sebastian GstNr.: .260 Kapelle hl. Sebastian, Pettneu                         |
| ja   | Datei hochladen | Volksschule Pettneu mit Wandmalereien HERIS-ID: 78225 Objekt-ID: 91883 TKK: 30920              | Pettneu am Arlberg 130 Standort KG: Pettneu              | Die Volksschule wurde um 1957 erbaut, die Fassadenmalerei stammt von August Stimpfl und zeigt eine Schutzmantelmadonna und die Freiheit der Kinder (Kinder, Pflanzen und Tiere). | BDA-Hist.: Q38151700 Status: § 2a Stand der BDA-Liste: 2025-06-30 Name: Volksschule Pettneu mit Wandmalereien GstNr.: .377                                        |
| ja   | Datei hochladen | Kath. Pfarrkirche Mariae Himmelfahrt HERIS-ID: 55761 Objekt-ID: 64597 TKK: 29483               | gegenüber Pettneu am Arlberg 150 Standort KG: Pettneu    | Eine Kirche wurde 1385 erstmals urkundlich erwähnt, der heutige spätgotische Bau wurde in der zweiten Hälfte des 15. Jahrhunderts errichtet und 1716/1717 barock umgebaut. Die Sakristei wurde 1964 angebaut. Der Bau ist außen mit Dreieckstreben, Sockeln, Kaffgesimsen und Ecklisenen mit Maßwerkgiebeln gegliedert. Der Turm an der Chornordseite weist einen Giebelspitzhelm, gemalte Eckquaderung und ein durch Gesimse ausgesondertes Glockengeschoß auf, an seiner Nordseite befindet sich ein Christophorusgemälde von Anton Spieß von 1933. Das barocke Innere ist von einer Stichkappentonne überwölbt und mit Wandpfeilern mit Pilastervorlagen und Gebälkstücken gestaltet. Die Gewölbefresken mit Szenen aus dem Leben Jesu und Mariens wurden 1759 von Anton Kirchebner geschaffen. | BDA-Hist.: Q1899604 Status: § 2a Stand der BDA-Liste: 2025-06-30 Name: Kath. Pfarrkirche Mariae Himmelfahrt GstNr.: .122 Mariä-Himmelfahrt-Kirche (Pettneu)       |
| ja   | Datei hochladen | Friedhof Pettneu HERIS-ID: 78218 Objekt-ID: 91876 TKK: 82653                                   | gegenüber Pettneu am Arlberg 150 Standort KG: Pettneu    | Der Friedhof wurde 1716/1717 im Zuge der Kirchenerweiterung rund um die Kirche angelegt und 1991 erweitert. | BDA-Hist.: Q38151658 Status: § 2a Stand der BDA-Liste: 2025-06-30 Name: Friedhof Pettneu GstNr.: 1 Friedhof Pettneu                                               |
| ja   | Datei hochladen | Kriegerdenkmal HERIS-ID: 78220 Objekt-ID: 91878 TKK: 115665                                    | gegenüber Pettneu am Arlberg 150 Standort KG: Pettneu    | Das Kriegerdenkmal mit den Namen der Gefallenen der Weltkriege ist an der Westwand der Vorhalle der Pfarrkirche Maria Himmelfahrt angebracht. | BDA-Hist.: Q38151674 Status: § 2a Stand der BDA-Liste: 2025-06-30 Name: Kriegerdenkmal GstNr.: .122                                                               |
| ja   | Datei hochladen | Ehemaliges Beinhaus HERIS-ID: 78221 Objekt-ID: 91879 TKK: 115664                               | Pettneu am Arlberg 150, in der Nähe Standort KG: Pettneu | Die barocke Friedhofskapelle wurde im 18. Jahrhundert errichtet. Der einjochige Mauerbau weist einen dreiseitigen Chorschluss und ein schindelgedecktes Satteldach auf. | BDA-Hist.: Q38151682 Status: § 2a Stand der BDA-Liste: 2025-06-30 Name: Ehem. Beinhaus GstNr.: .264                                                               |
| ja   | Datei hochladen | Widum Pettneu HERIS-ID: 55760 Objekt-ID: 64596 TKK: 29427                                      | Pettneu am Arlberg 151 Standort KG: Pettneu              | Das barocke Pfarrhaus stammt im Kern aus dem 18. Jahrhundert und wurde 1968/69 und 1996 renoviert. Seit 2003 beherbergt es im Kellerbereich den Kunstraum Pettneu. Der wuchtige, zweigeschoßige Mauerbau mit Ständerkonstruktion im nördlichen Gebäudeteil und Walmdach weist auf der Südseite eine gemauerte Freitreppe und ein rundbogig geschlossenes Portal auf. | BDA-Hist.: Q1792599 Status: § 2a Stand der BDA-Liste: 2025-06-30 Name: Widum Pettneu GstNr.: .4                                                                   |
| ja   | Datei hochladen | Aufbahrungshalle, Totenkapelle HERIS-ID: 78219 Objekt-ID: 91877 TKK: 29402                     | Pettneu am Arlberg 155, in der Nähe Standort KG: Pettneu | Das ehemalige Beinhaus östlich der Kirche wurde als einfacher Mauerbau mit Satteldach nach 1857 errichtet. | BDA-Hist.: Q38151666 Status: § 2a Stand der BDA-Liste: 2025-06-30 Name: Aufbahrungshalle, Totenkapelle GstNr.: 1                                                  |
| ja   | Datei hochladen | Ehem. Paarhof, Wohnhaus und Wirtschaftsgebäude HERIS-ID: 78328 TKK: 29433, 29434seit 2025      | Pettneu am Arlberg 157 Standort KG: Pettneu              | Der Paarhof an der Arlbergstraße am westlichen Dorfeingang wurde um 1810/1820 erbaut. Das Wohngebäude ist ein zweigeschoßiger Mauerbau mit schindelgedecktem Mansardendach, der traufseitig von Süden über eine gemauerte Freitreppe zum Mittelflur erschlossen ist. Das Portal ist im Rundbogen geschlossen, darüber ist das Dach in der Mittelachse als geschwungener Blendgiebel ausgebildet. Im Inneren haben sich zwei Stuben mit Leistengetäfel erhalten. Das zweigeschoßige Wirtschaftsgebäude mit Walmdach steht mit dem First quer zum Wohnhaus. Der ebenerdige Stall ist gemauert, die Heulege darüber in Ständerbauweise mit Bretterschalung gezimmert und giebelseitig von Westen befahrbar.                                                                                           | BDA-Hist.: Q135167744 Status: Bescheid Stand der BDA-Liste: 2025-06-30 Name: Ehem. Paarhof, Wohnhaus und Wirtschaftsgebäude GstNr.: 115                           |
| ja   | Datei hochladen | Aufnahmsgebäude Pettneu HERIS-ID: 59255 Objekt-ID: 70354 TKK: 40655                            | Pettneu am Arlberg 226 Standort KG: Pettneu              | Das 1884 erbaute Bahnhofsgebäude gehört zum kleinsten Typ der Staatsbahn-Aufnahmsgebäude an der Arlbergbahn. Das zweigeschoßige Gebäude über rechteckigem Grundriss hat einen zweiachsigen Mittelrisalit, holzverschalte Giebel und ein abgewalmtes Satteldach. Der eingeschoßige Seitenflügel mit Putzfassade und eingebauter Veranda als Bahnsteigdachanalog laut Quelle existiert nicht mehr. Der Bahnhof Pettneu ist seit 1992 unbesetzt, 1994 wurde die Güterabfertigung aufgelassen, 1995 wurde die neue Haltestelle eröffnet und das Bahnhofsgebäude funktionslos. | BDA-Hist.: Q38086525 Status: Bescheid Stand der BDA-Liste: 2025-06-30 Name: Aufnahmsgebäude Pettneu GstNr.: 3626                                                  |
| ja   | Datei hochladen | Widum Schnann HERIS-ID: 78338 Objekt-ID: 91999 TKK: 115663                                     | Schnann 22 Standort KG: Pettneu                          | Das Pfarrhaus liegt südöstlich der Kirche in Schnann. Der zweigeschoßige Bau mit Satteldach stammt aus der Zeit um 1900. Eingang an der nördlichen Traufseite über einen hölzernen Windfang. Der hölzerne Giebel hat ein durchbrochen ausgesägtes florales Muster. | BDA-Hist.: Q38151971 Status: § 2a Stand der BDA-Liste: 2025-06-30 Name: Widum Schnann GstNr.: .242                                                                |
| ja   | Datei hochladen | Kath. Pfarrkirche hl. Rochus in Schnann HERIS-ID: 55856 Objekt-ID: 64739 TKK: 29484            | gegenüber Schnann 25 Standort KG: Pettneu                | Die Kirche wurde 1638–1642 als Pestkirche erbaut, in der zweiten Hälfte des 18. Jahrhunderts erneuert und 1927/28 nach Plänen von Karl Ludwig Paulmichl renoviert und erweitert. Der barocke Bau mit Rundapsis und Nordturm weist ein Rundbogenportal mit Schlussstein von 1789 auf. Das vierjochige Langhaus ist innen mit Pilastern und einer Stichkappentonne gestaltet. Die Deckenfresken wurden im vierten Viertel des 18. Jahrhunderts von Johann Georg Witwer geschaffen und zeigen im Chor die Apostelkommunion in einem illusionistischen Kuppelraum, in den Zwickeln die vier Evangelisten und im Langhaus Szenen aus dem Leben des hl. Rochus. | BDA-Hist.: Q38068351 Status: § 2a Stand der BDA-Liste: 2025-06-30 Name: Kath. Pfarrkirche hl. Rochus in Schnann GstNr.: .205 Saint Roch Church (Schnann)          |
| ja   | Datei hochladen | Aufbahrungshalle, Totenkapelle Schnann HERIS-ID: 78334 Objekt-ID: 91995 TKK:                   | gegenüber Schnann 34 Standort KG: Pettneu                | | BDA-Hist.: Q38151963 Status: § 2a Stand der BDA-Liste: 2025-06-30 Name: Aufbahrungshalle, Totenkapelle Schnann GstNr.: 2549/2                                     |
| ja   | Datei hochladen | Bauernhof (Anlage) HERIS-ID: 4350 Objekt-ID: 193 TKK: 30427, 6221                              | Schnann 70 Standort KG: Pettneu                          | Der zweigeschoßige, quergeteilte Einhof mit Satteldach ist mit geringfügigen Ergänzungen im Wesentlichen in der originalen barocken Form und Proportion aus dem 18. Jahrhundert erhalten. Der Wirtschaftsteil wurde im 20. Jahrhundert umgebaut. Der Wohnteil in der östlichen Gebäudehälfte ist zur Gänze in Mauerwerk ausgeführt, die beiden getrennten Wohneinheiten sind jeweils giebelseitig über einen Mittelflur erschlossen. Die barocke Fassadierung zeigt kräftige, plastisch hervortretende Putzgliederung: Eckquaderung, Pilasterrahmung an der Tür im Obergeschoß sowie Architekturrahmung der Fenster mit Bogenfries. Im Giebelfeld befinden sich zwei vierpassförmige Oculi. Flur und Küche innen sind tonnengewölbt.                                                               | BDA-Hist.: Q37873390 Status: Bescheid Stand der BDA-Liste: 2025-06-30 Name: Bauernhof (Anlage) GstNr.: .176, .177, .175                                           |
| ja   | Datei hochladen | Seelenkapelle Schnann HERIS-ID: 78340 Objekt-ID: 92001 TKK: 40653                              | Standort KG: Pettneu                                     | Der gemauerte Nischenbildstock mit Satteldach und offener Vorhalle an der Straße von Schnann nach Strengen wurde 1840 aufgrund eines Gelöbnisses errichtet. In der Rundbogennische befindet sich eine gemalte Kreuzigungsgruppe mit einer Fegefeuerszene. | BDA-Hist.: Q38151987 Status: § 2a Stand der BDA-Liste: 2025-06-30 Name: Seelenkapelle Schnann GstNr.: 2744/1                                                      |
| ja   | Datei hochladen | Brunnen HERIS-ID: 78321 Objekt-ID: 91982 TKK: 29482                                            | Standort KG: Pettneu                                     | Dorfbrunnen mit zweiteiligem Steintrog, Holzsäule mit Figur hl. Theresia aus dem 2. Viertel des 17. Jahrhunderts bzw. der hl. Ottilie aus dem 18. Jahrhundert. | BDA-Hist.: Q38151919 Status: § 2a Stand der BDA-Liste: 2025-06-30 Name: Brunnen GstNr.: 3383/1 Brunnen, Pettneu                                                   |
| ja   | Datei hochladen | Kalvarienbergkapelle HERIS-ID: 78326 Objekt-ID: 91987 TKK: 29401                               | Standort KG: Pettneu                                     | Die Kapelle wurde 1779/1782 aufgrund eines Gelübdes errichtet. Der spätbarocke Mauerbau mit Rundapsis weist ein schindelgedecktes Satteldach und einen verschindelten Dachreiter mit Zwiebelhelm auf. Die Fassaden sind mit gemalter Eckquaderung und Faschenrahmungen an den Maueröffnungen sowie einer Sonnenuhr an der Südseite gestaltet. An der Eingangsfassade im Osten befindet sich ein flaches Segmentbogenportal. Innen weist der Zentralraum eine Flachkuppelwölbung und reiche Architekturmalerei auf. Die Malereien zeigen in der Kuppel Abrahams Opfer und die Eherne Schlange, in den Bogenzwickeln Engelsdarstellungen mit Marterwerkzeugen und in der Rundapsis einen gemalten Landschaftshintergrund.                                                                            | BDA-Hist.: Q38151935 Status: § 2a Stand der BDA-Liste: 2025-06-30 Name: Kalvarienbergkapelle GstNr.: .125/2                                                       |
| ja   | Datei hochladen | Kreuzweg zur Kalvarienbergkapelle HERIS-ID: 78327 Objekt-ID: 91988 TKK: 30926, 30925, 30924, … | Standort KG: Pettneu                                     | Der Kreuzweg am Weg zur Kalvarienbergkapelle wurde in der zweiten Hälfte des 19. Jahrhunderts errichtet. Er besteht aus fünf gemauerten Nischenbildstöcken mit schindelgedeckten Satteldächern und Rundbogennischen. In den vergitterten Nischen befinden sich Bildtafeln mit Szenen aus der Passion Christi. | BDA-Hist.: Q38151945 Status: § 2a Stand der BDA-Liste: 2025-06-30 Name: Kreuzweg zur Kalvarienbergkapelle GstNr.: 3376 Kreuzweg zur Kalvarienbergkapelle, Pettneu |
| ja   | Datei hochladen | Friedhof Schnann HERIS-ID: 78333 Objekt-ID: 91994 TKK: 81519                                   | Standort KG: Pettneu                                     | Der Friedhof wurde ab 1921 nördlich der Kirche angelegt. Die in die nördliche Friedhofsmauer integrierte Kapelle wurde 1921 nach Plänen von Karl Ludwig Paulmichl erbaut. Die Fresken an der Eingangsfassade (Jüngstes Gericht) und an der Altarwand (Gnadenstuhl) wurden 1928 von Rafael Thaler geschaffen. | BDA-Hist.: Q38151955 Status: § 2a Stand der BDA-Liste: 2025-06-30 Name: Friedhof Schnann GstNr.: 2549/2                                                           |